# Рядок стану
Рядо́к ста́ну (англ. Status bar) в рядку меню або на панелі інструментів -  віджет, що використовуються в вікні GUI. 
Найчастіше розташований в нижній частині вікна і розділений на секції, що представляють різну інформацію, яка належить до вікна статусу. На додаток до інформації, рядок стану може мати додаткові функціональні можливості. Наприклад, в більшості веббраузерів рядок стану містить додаткові кнопки або функціональні елементи (наприклад, безпеки).

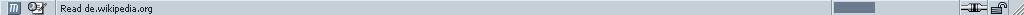
Statusbar Mozilla

## Приклади
- Рядок стану  файлового менеджера часто показує кількість елементів у поточній папці, загальний розмір або розмір вибраного файлу.
- У  веббраузері показує, наприклад, поточний стан завантаження сторінки.
- У текстовому редакторі рядок стану може представляти кількість сторінок документа, поточну сторінку, стан Caps Lock, Num Lock і Scroll Lock.